# Rebecca Malope
Rebecca Malope (teljes neve: Batsogile Lovederia Malope; Mpumalanga, Dél-Afrika, 1965. június 30. –) dél-afrikai gospelénekes.

## Pályakép
Egy dohányfarmon született Dél-Afrikában. Gyermekként nővéreivel énekelt egy templomban. Tizenéves korában csatlakozott egy evangéliumi csoporthoz, és Johannesburgba került. Zizwe Zakho producer tudomást szerzett arról, hogy Malope járatos a diszkó- és a popműfajban, kedveli a balladákat és a gospelt, és foglalkoztatni kezdte.
Malope a '90-es évek végén lépett nemzetközi porondra. Gyorsan népszerűvé vált Dél-Afrikában, és hamarosan rögzített egy teljes evangéliumi albumot. 1996-ban kiadta első amerikai lemezét. A következő évben szerződött az EMI-vel.

## Díjak
- 1987: Shell Road to Fame: Best Female Vocalist
- 1990: OKTV Awards: Best Female Artist
- 1993: Cocoa Cola Full blust music show: Best Established Local Artist
- 1994: Cocoa Cola Full blust music show: Best Established Local Artist
- 1995: South African Music Awards: Best Contemporary Gospel Album
- 1997: South African Music Awards: Best Female Artist
- 1997: South African Music Awards: Best Selling Album
- 1998: South African Music Awards: Best African Gospel Album
- 1998: South African Music Awards: Best Selling African Release Album
- 1998: South African Music Awards: Best Selling Album by South African
- 1999: South African Music Awards: Best African Gospel.
- 2000: Metro FM Music Awards: Best Gospel Album
- 2001: South African Music Awards: Best African Gospel Album
- 2002: South African Music Awards: Best African Gospel Album
- 2002: Metro FM Music Awards: Best Gospel Album
- 2003: South African Music Awards: Best African Gospel Album
- 2003: Kora Awards: Best Female African Gospel Artist
- 2004: South African Music Awards: Best African Gospel Album
- 2005: Metro FM Music Awards: Best Gospel Album
- 2006: South African Music Awards: Best African/Traditional Gospel Album
- 2007: South African Music Awards: Best African Contemporary Gospel Album
- 2008: SABC Crown Gospel Music Awards: Best Artist
- 2009: South African Music Awards: Best African Traditional Gospel Album
- 2014: South African Music Awards: Best Traditional Faith Music Album
- 2015: SABC Crown Gospel Music Awards: Classic of All Time

## Lemezek
- Rebecca (1987)
- Woza Lovey (1988)
- Thank You Very Much (1989)
- Six of the best (1989)
- Saturday Nite (1991)
- Buyani (1990)
- Rebecca Sings Gospel (1992)
- Ngiyikeleni (1993)
- Umoya Wam (1994)
- Shwele Baba (1995)
- Uzube Nam (1996)
- Live at the State Theatre (1996)
- Angingedwa (1997)
- Free at Last: South African Gospel (1997)
- Somlandela (1998)
- Ukholo lwam (1999)
- Siyabonga (2000)
- Christmas with Rebecca and Friends (2000)
- Sabel'Uyabizwa (2001)
- Iyahamba Lenqola  (2002)
- Hlala Nami  (2003)
- The Queen of Gospel and the Village Pope (2004)
- Qaphelani (2005)
- The Greatest Hits (2005)
- Umthombo (2006)
- Live in Soweto (DVD) (2006)
- Live in Soweto (CD) (2007)
- Amakholwa (2007)
- Ujehova Ungu'madida (2008)
- African Classics (2009)
- My Hero (2009)
- Live at the Lyric Theatre (DVD) (2010)
- Uzohamba Nami (2010)
- Ukuthula (2011)
- Rebecca Live Concert ft Tshwane Gospel Choir (CD) (2012)
- Bayos' khomba (2013)